# 鼻音 (辅音)
鼻音是按發音方法分類的一類輔音。發音時，口腔中的氣流通路被阻塞，軟顎下垂，氣流通過鼻腔，與氣流從口腔流出的口腔輔音相對。 （少數的擠喉音可能同時具有口腔輔音與鼻音的性質。）一般的鼻音也可以視為塞音的一種，因為發音的時候，氣流通路被阻礙。有些發音方法會與鼻音混淆，例如半母音。
中古漢語的明、泥、日、疑等聲母，普通話的m、n都是鼻音。 唇齒鼻音[ɱ]通常見於同位異音，幾乎沒有作為獨立音素出現。
以信號處理的觀點來看，口腔和鼻腔的結合會在頻譜上產生零點，也因此傳統的全極點模型並不能適當地描述鼻音的口腔模型。 從聲譜圖上觀之，鼻音的第一共振峰所處的頻率會移至較低頻的位置（約在250Hz），而零點的產生會造成鼻音在第一共振峰頻率以上的能量，有大幅衰減的現象發生，此能量衰減的現象若與鼻音相鄰的元音相互對照，會更形明顯，因此這種能量衰減的現像是辨別鼻音的方法之一。

## 参看
- 鼻化元音
- 鼻冠音